# Pratt & Whitney PW2000
Le Pratt & Whitney PW2000, également connu sous la désignation militaire F117, est une série de turboréacteurs à double flux à haut taux de dilution, d'une poussée de 165 à 190 kN. Construits par Pratt & Whitney, ils sont conçus pour le Boeing 757, sur lequel ils sont en concurrence avec le Rolls-Royce RB211.

## Conception et développement
Le 1 313e et dernier PW2000 est livré en janvier 2016. Il est prévu qu'ils restent en service de 20 à 30 ans après cette date.

## Applications
Le PW2000 est utilisé sur le Boeing 757 et sa version de transport militaire, le C-32. Il équipe également le C-17 Globemaster III et l'Iliouchine Il-96M.